# Rocky (Filmreihe)
Die Rocky-Filmreihe besteht aus aktuell neun Boxerfilmen ausgehend von Rocky 1976. Die Boxdramen wurden von Sylvester Stallone geprägt und zunehmend vorangeführt. Der bisher letzte Film, das Spin-off Creed III – Rocky’s Legacy, erschien 2023. Damit erstrecken sich die Filme bislang über sechs Jahrzehnte.

## Filme
| Jahr | Film                                  | Regie              | Drehbuch                              | Laufzeit | FSK Altersfreigabe |
| ---- | ------------------------------------- | ------------------ | ------------------------------------- | -------- | ------------------ |
| 1976 | Rocky                                 | John G. Avildsen   | Sylvester Stallone                    | 119 min. | ab 12              |
| 1979 | Rocky II                              | Sylvester Stallone | Sylvester Stallone                    | 119 min. | ab 12              |
| 1982 | Rocky III – Das Auge des Tigers       | Sylvester Stallone | Sylvester Stallone                    | 99 min.  | ab 12              |
| 1985 | Rocky IV – Der Kampf des Jahrhunderts | Sylvester Stallone | Sylvester Stallone                    | 91 min.  | ab 16              |
| 1990 | Rocky V                               | John G. Avildsen   | Sylvester Stallone                    | 104 min. | ab 12              |
| 2006 | Rocky Balboa                          | Sylvester Stallone | Sylvester Stallone                    | 102 min. | ab 12              |
| 2015 | Creed – Rocky’s Legacy                | Ryan Coogler       | Ryan Coogler, Aaron Covington         | 133 min. | ab 12              |
| 2018 | Creed II – Rocky’s Legacy             | Steven Caple Jr.   | Cheo Hodari Coker, Sylvester Stallone | 130 min. | ab 12              |
| 2023 | Creed III – Rocky’s Legacy            | Michael B. Jordan  | Zach Baylin, Keenan Coogler           | 116 min. | ab 12              |

## Handlung

### Rocky (1976)
Rocky handelt vom unangefochtenen Box-Weltmeister im Schwergewicht, Apollo Creed, welcher durch eine kurzfristige Erkrankung seines Gegners einen neuen Gegner finden muss. Weil zeitnahe Einigungen mit namhaften Boxern nicht möglich sind, entscheidet sich Creed dafür, einem „Niemand“ die Chance zu geben, um die Boxweltmeisterschaft zu kämpfen. Dieser „Niemand“ ist Rocky Balboa aus Philadelphia, der ein bescheidenes Leben als Amateurboxer und Geldeintreiber führt. Entgegen den Erwartungen gelingt es Rocky, dem Weltmeister Paroli und einen spannenden Kampf zu bieten.

### Rocky II (1979)
Die direkte Fortsetzung namens Rocky II zeigt, wie sich Rocky mit der sprunghaft steigenden Popularität und dem Reichtum auseinandersetzen muss und zudem die Chance auf einen Rückkampf gegen den weiterhin amtierenden Weltmeister, Apollo Creed, erhält.

### Rocky III – Das Auge des Tigers (1982)
In Rocky III – Das Auge des Tigers verliert Rocky den Titel an Clubber Lang und versucht, ihn wiederzuerringen; dabei wird er – nach dem Tod seines Trainers Mickey – von Apollo Creed betreut, mit dem er sich anfreundet.

### Rocky IV – Der Kampf des Jahrhunderts (1985)
Rocky IV – Der Kampf des Jahrhunderts zeigt zunächst, wie Apollo Creed gegen den russischen Boxer Ivan Drago antritt. Creed unterschätzt den Russen jedoch massiv. So geht er nicht nur k. o., sondern verliert sogar sein Leben. Rocky entschließt sich letztendlich für einen Kampf gegen Drago in der Sowjetunion. Das Duell des Amerikaners und des Russen steht unter dem Zeichen des Kalten Krieges beider Nationen.

### Rocky V (1990)
Der 5. Teil schließt unmittelbar an Rocky IV an. Nach dem Sieg gegen Drago und der Rückkehr aus Russland verliert Rocky seine gesamten Habseligkeiten durch windige Geschäftsleute. Er kehrt mit seiner Familie in sein altes Stadtviertel in Philadelphia zurück. Dort angekommen baut Rocky als Trainer einen Nachfolger namens Tommy „The Machine“ Gunn auf, welcher zunehmend in den Fokus von profitgierenden Boxpromotern gerät.

### Rocky Balboa (2006)
Der Film Rocky Balboa zeigt einen gealterten Rocky, der um seine vor Jahren verstorbene Frau trauert und ein angespanntes Verhältnis zu seinem inzwischen erwachsenen Sohn hat. Rocky will es jedoch noch einmal allen und besonders sich selbst beweisen und tritt in einem Schaukampf gegen den aktuellen Schwergewichtsweltmeister Mason „The Line“ Dixon an.

### Creed – Rocky’s Legacy (2015)
Ein Spin-off der Reihe erschien unter dem Titel Creed – Rocky’s Legacy. Rocky trifft auf den Sohn seines Freundes Apollo Creed. Dieser bittet den Ex-Weltmeister darum, ihn zu trainieren.

### Creed II – Rocky’s Legacy (2018)
In der unmittelbaren Fortsetzung zu Creed – Rocky’s Legacy wird Adonis Weltmeister im Schwergewicht und infolgedessen vom Sohn von Ivan Drago herausgefordert. Zudem planen Donnie und seine Freundin Bianca ihre gemeinsame Zukunft.

## Wiederkehrende Figuren
| Rocky Balboa             | Sylvester Stallone | Sylvester Stallone | Sylvester Stallone | Sylvester Stallone | Sylvester Stallone | Sylvester Stallone | Sylvester Stallone | Sylvester Stallone |                   |  |  |
| Tony „Duke“ Evers        | Tony Burton        | Tony Burton        | Tony Burton        | Tony Burton        | Tony Burton        | Tony Burton        |                    |                    |                   |  |  |
| Paulie                   | Burt Young         | Burt Young         | Burt Young         | Burt Young         | Burt Young         | Burt Young         |                    |                    |                   |  |  |
| Mary Anne Creed          | Lavelle Roby       | Sylvia Meals       |                    | Sylvia Meals       |                    |                    | Phylicia Rashād    | Phylicia Rashād    | Phylicia Rashād   |  |  |
| Adrian                   | Talia Shire        | Talia Shire        | Talia Shire        | Talia Shire        | Talia Shire        |                    |                    |                    |                   |  |  |
| Apollo Creed             | Carl Weathers      | Carl Weathers      | Carl Weathers      | Carl Weathers      |                    |                    |                    |                    |                   |  |  |
| Mickey                   | Burgess Meredith   | Burgess Meredith   | Burgess Meredith   |                    | Burgess Meredith   |                    |                    |                    |                   |  |  |
| Gazzo                    | Joe Spinell        | Joe Spinell        |                    |                    |                    |                    |                    |                    |                   |  |  |
| Marie                    | Jodi Letizia       |                    |                    |                    |                    | Geraldine Hughes   |                    |                    |                   |  |  |
| Spider Rico              | Pedro Lovell       |                    |                    |                    |                    | Pedro Lovell       |                    |                    |                   |  |  |
| Robert Balboa Jr.        |                    | Seargeoh Stallone  | Ian Fried          | Rocky Karkoff      | Sage Stallone      | Milo Ventimiglia   |                    | Milo Ventimiglia   |                   |  |  |
| Ivan Drago               |                    |                    |                    | Dolph Lundgren     |                    |                    |                    | Dolph Lundgren     |                   |  |  |
| Ludmilla Vobet Drago     |                    |                    |                    | Brigitte Nielsen   |                    |                    |                    | Brigitte Nielsen   |                   |  |  |
| Adonis Johnson           |                    |                    |                    |                    |                    |                    | Michael B. Jordan  | Michael B. Jordan  | Michael B. Jordan |  |  |
| Bianca                   |                    |                    |                    |                    |                    |                    | Tessa Thompson     | Tessa Thompson     | Tessa Thompson    |  |  |
| Tony „Little Duke“ Evers |                    |                    |                    |                    |                    |                    | Wood Harris        | Wood Harris        | Wood Harris       |  |  |
| Ricky „Pretty“ Conlan    |                    |                    |                    |                    |                    |                    | Tony Bellew        |                    | Tony Bellew       |  |  |
| Viktor Drago             |                    |                    |                    |                    |                    |                    |                    | Florian Munteanu   | Florian Munteanu  |  |  |

## Rezeption

### Auszeichnungen
Die Filme der Rocky-Reihe waren insgesamt zwölfmal für den Oscar nominiert und konnten davon drei Trophäen gewinnen. Zudem wurde die Filmreihe achtmal für den Golden Globe Award nominiert und erhielt davon zwei Auszeichnungen. Zuletzt 2016 für Sylvester Stallone als bester Nebendarsteller. Die renommierten Auszeichnungen und Nominierungen gab es ausschließlich für Rocky, Rocky III und Creed – Rocky’s Legacy.
Im Kontrast dazu kann die Filmreihe auch auf insgesamt 17 Nominierungen für den Negativpreis Goldene Himbeere zurückblicken. Fünfmal wurde die „Auszeichnung“ letztendlich zugesprochen. Die Nominierungen gab es für Rocky III, Rocky IV und Rocky V. Die fünf Auszeichnungen gingen alle an Rocky IV.

### Einspielergebnisse
Stand: 25. Januar 2024
| Film         | Veröffentlichung in Deutschland | Einspielergebnisse in US-Dollar | Einspielergebnisse in US-Dollar | Einspielergebnisse in US-Dollar | Budget in US-Dollar |
| Film         | Veröffentlichung in Deutschland | Nordamerika                     | Deutschland                     | Weltweit                        | Budget in US-Dollar |
| ------------ | ------------------------------- | ------------------------------- | ------------------------------- | ------------------------------- | ------------------- |
| Rocky        | 1976                            | 117.235.147                     | N/A                             | 225.000.000                     | 0,96 Mio.           |
| Rocky II     | 1979                            | 85.182.160                      | N/A                             | 200.182.160                     | 7 Mio.              |
| Rocky III    | 1982                            | 125.049.125                     | N/A                             | 270.000.000                     | 17 Mio.             |
| Rocky IV     | 1985                            | 127.873.716                     | N/A                             | 300.473.716                     | 30 Mio.             |
| Rocky V      | 1990                            | 40.946.358                      | N/A                             | 119.946.358                     | 42 Mio.             |
| Rocky Balboa | 2006                            | 70.270.943                      | 8.042.122                       | 155.929.020                     | 24 Mio.             |
| Creed        | 2015                            | 109.778.883                     | 3.235.490                       | 173.578.883                     | 35 Mio.             |
| Creed II     | 2019                            | 115.715.889                     | 6.200.000                       | 214.215.889                     | 50 Mio.             |
| Creed III    | 2023                            | 156.248.615                     | 10.997.499                      | 276.148.615                     | 75 Mio.             |
| Gesamt:      | Gesamt:                         | 940.632.214                     | 27.917.993 +                    | 1.917.906.019                   | 280,96 Mio.         |

### Kritiken
Stand: 3. April 2023
| Film         | Rotten Tomatoes     | Metacritic       | IMDb                      |
| ------------ | ------------------- | ---------------- | ------------------------- |
| Rocky        | 92 % (71 Kritiken)  | 70 (14 Kritiken) | 8,1 (592.646 Bewertungen) |
| Rocky II     | 70 % (33 Kritiken)  | 61 (9 Kritiken)  | 7,3 (218.478 Bewertungen) |
| Rocky III    | 65 % (43 Kritiken)  | 57 (10 Kritiken) | 6,8 (199.326 Bewertungen) |
| Rocky IV     | 38 % (50 Kritiken)  | 40 (13 Kritiken) | 6,9 (213.906 Bewertungen) |
| Rocky V      | 31 % (39 Kritiken)  | 55 (16 Kritiken) | 5,3 (143.007 Bewertungen) |
| Rocky Balboa | 77 % (183 Kritiken) | 63 (36 Kritiken) | 7,1 (222.734 Bewertungen) |
| Creed        | 95 % (315 Kritiken) | 82 (42 Kritiken) | 7,6 (291.901 Bewertungen) |
| Creed II     | 83 % (314 Kritiken) | 66 (46 Kritiken) | 7,1 (139.895 Bewertungen) |
| Creed III    | 89 % (311 Kritiken) | 73 (61 Kritiken) | 7,1 (34.773 Bewertungen)  |

## Hintergrund

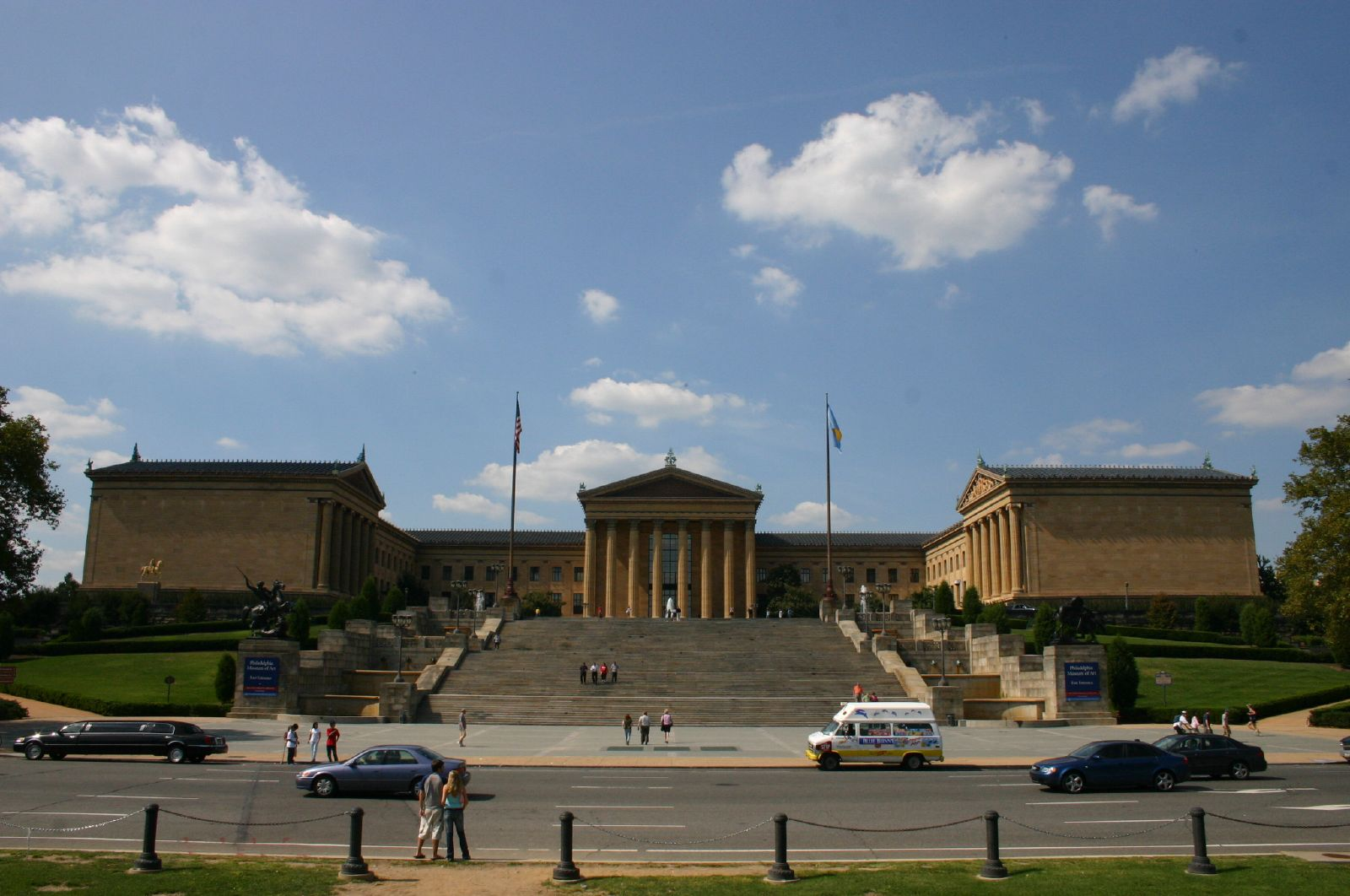
Philadelphia Museum of Art

- Am 18. Dezember 2012 feierte Rocky – Das Musical, das auf dem ersten Rocky-Film basiert, seine Weltpremiere am TUI Operettenhaus in Hamburg. Von März bis August 2014 wurde es auch im Winter Garden Theatre in New York City aufgeführt.
- Rocky IV ist der einzige Teil, in dem das Lied Take you back von Stallones Bruder Frank nicht vorkommt. Ansonsten taucht es in jedem Teil auf, mitunter in abgewandelter Form (in Teil 3 als Soul, Teil 5 in Rapversion).
- Die Stufen, die Rocky während des Trainings emporrennt, und der Platz, auf dem er dann jubelnd die Arme in die Höhe streckt, gehören zum Philadelphia Museum of Art.
- Für viele Besucher Philadelphias und Fans der Rocky-Filme gilt es inzwischen als Ritual, ebenso wie Rocky die Treppe des Museums emporzurennen und zu jubeln.
- Eine für Rocky III angefertigte Bronzestatue von Rocky des amerikanischen Bildhauers A. Thomas Schomberg (* 1943) befindet sich nun vor dem Museum auf einem Parkweg und zeigt den Boxer in Jubel-Pose.[26]

## Zukunft

### Drago
Im Juli 2022 kündigte MGM ein Spin-Off rund um die fiktiven Boxer Ivan und seinen Sohn Viktor Drago an, Robert Lawton, der zuvor die Geschichte zur Entstehung der ersten Films mit dem Titel Becoming Rocky schrieb, wird nun das Drehbuch für den Film über die Drago-Familie verfassen, in dem Dolph Lundgren und Florian Munteanu ihre Rollen aus den vorherigen Filmen wiederholen werden.

### Creed IV – Rocky’s Legacy
Das Filmstudio Metro-Goldwyn-Mayer hat offiziell noch keinen vierten Film der Creed-Reihe angekündigt, jedoch hat der Regisseur und Hauptdarsteller in einem Interview mit IGN bereits angekündigt, dass ein vierter Film definitiv kommen werde.